# Strada statale 93 (Polonia)
La strada statale 93 (sigla DK 93, in polacco droga krajowa 93) è una strada statale polacca che attraversa il Paese da Paprotno a Łunowo.